# Van Zandt County
Das Van Zandt County ist ein County im Bundesstaat Texas der Vereinigten Staaten. Das U.S. Census Bureau hat bei der Volkszählung 2020 eine Einwohnerzahl von 59.541 ermittelt. Der Verwaltungssitz (County Seat) ist Canton. Das County gehört zu den Dry Countys, was bedeutet, dass der Verkauf von Alkohol eingeschränkt oder verboten ist.

## Geographie
Das County liegt etwa 200 km nordöstlich des geographischen Zentrums von Texas und ist im Norden etwa 80 km vor der Grenze zu Oklahoma sowie im Osten etwa 100 km von Arkansas entfernt. Es hat eine Fläche von 2226 Quadratkilometern, wovon 28 Quadratkilometer Wasserfläche sind. Es grenzt im Uhrzeigersinn an folgende Countys: Rains County, Wood County, Smith County, Henderson County, Kaufman County und Hunt County.

## Geschichte
Van Zandt County wurde 1848 aus Teilen des Henderson County gebildet. Benannt wurde es nach Isaac Van Zandt, einem frühen Siedler, der als Staatsanwalt und Kongress-Mitglied von Texas Berühmtheit erlangte.

## Demografische Daten

Alterspyramide des Van Zandt County

Nach der Volkszählung im Jahr 2000 lebten im Van Zandt County 48.140 Menschen in 18.195 Haushalten und 13.664 Familien. Die Bevölkerungsdichte betrug 22 Einwohner pro Quadratkilometer. Ethnisch betrachtet setzte sich die Bevölkerung zusammen aus 91,96 Prozent Weißen, 2,94 Prozent Afroamerikanern, 0,62 Prozent amerikanischen Ureinwohnern, 0,18 Prozent Asiaten, 0,03 Prozent Bewohnern aus dem pazifischen Inselraum und 2,71 Prozent aus anderen ethnischen Gruppen; 1,56 Prozent stammten von zwei oder mehr Ethnien ab. 6,65 Prozent der Einwohner waren spanischer oder lateinamerikanischer Abstammung.
Von den 18.195 Haushalten hatten 31,8 Prozent Kinder oder Jugendliche, die mit ihnen zusammen lebten. 62,6 Prozent waren verheiratete, zusammenlebende Paare 8,7 Prozent waren allein erziehende Mütter und 24,9 Prozent waren keine Familien. 22,0 Prozent waren Singlehaushalte und in 11,6 Prozent lebten Menschen im Alter von 65 Jahren oder darüber. Die durchschnittliche Haushaltsgröße betrug 2,59 und die durchschnittliche Familiengröße betrug 3,01 Personen.
25,5 Prozent der Bevölkerung war unter 18 Jahre alt, 7,3 Prozent zwischen 18 und 24, 25,2 Prozent zwischen 25 und 44, 24,9 Prozent zwischen 45 und 64 und 17,0 Prozent waren 65 Jahre alt oder älter. Das Durchschnittsalter betrug 40 Jahre. Auf 100 weibliche Personen kamen 97 männliche Personen und auf 100 Frauen im Alter von 18 Jahren oder darüber kamen 93,7 Männer.
Das jährliche Durchschnittseinkommen eines Haushalts betrug 35.029 USD, das Durchschnittseinkommen einer Familie betrug 41.175 USD. Männer hatten ein Durchschnittseinkommen von 31.887 USD, Frauen 21.344 USD. Das Prokopfeinkommen betrug 16.930 USD. 10,3 Prozent der Familien und 13,3 Prozent der Einwohner lebten unterhalb der Armutsgrenze.

## Städte und Gemeinden
| - Ben Wheeler - Canton - Edgewood | - Flatwood - Fruitvale - Grand Saline | - Martins Mills - Primrose | - Van - Wills Point |